# Henrique Bicha Castelo
Henrique Bicha Castelo (Alcácer do Sal, 1943 - 22 de Janeiro de 2025), foi um médico cirurgião português, que teve uma carreira destacada na medicina nacional, principalmente no Hospital de Santa Maria, em Lisboa.

## Biografia
Nasceu na vila de Alcácer do Sal, em 1943. Formou-se na Faculdade de Medicina da Universidade de Lisboa.
Exerceu como médico, sendo considerado como uma figura marcante no campo da cirurgia, a nível nacional. A sua carreira iniciou-se em 1969, no Internato Geral do Hospital de Santa Maria, e terminou em Fevereiro de 2013, quando se jubilou. Em 1978 tornou-se especialista em cirurgia geral, tendo também ocupado as posições de chefe de serviço, director do Departamento de Cirurgia, e entre 1991 e 2013, director do serviço de clínica universitária de cirurgia, naquela unidade de saúde. Foi um precursor da cirurgia laparoscópica no Hospital de Santa Maria, onde também foi responsável pela fundação das primeiras unidades funcionais destinadas a patologias específicas.
Presidiu à Sociedade Portuguesa de Cirurgia entre 2010 e 2012, e foi membro académico do Colégio Americano de Cirurgiões e do Colégio Real de Cirurgiões de Londres. Também se destacou como professor catedrático na Faculdade de Medicina da Universidade de Lisboa, tendo formado várias gerações de médicos cirurgiões. Naquela instituição de ensino, também foi subdirector, presidente do Conselho Científico e director da Clínica Universitária de Cirurgia Geral. Em 1988 concluiu ali o seu doutoramento.
Faleceu em 22 de Janeiro de 2025, aos 81 anos de idade. O corpo ficou em câmara ardente na capela mortuária do Mosteiro dos Jerónimos, tendo sido enterrado no Cemitério de Barcarena. Na sequência da sua morte, a Sociedade Portuguesa de Cirurgia publicou uma nota de pesar, onde o recordou como «cirurgião Geral de elevada qualidade e prestígio». A Faculdade de Medicina da Universidade de Lisboa e a Unidade Local de Saúde de Santa Maria também lamentaram o seu falecimento, tendo-o classificado como uma «figura ímpar na História das duas instituições e da Cirurgia em Portugal».
Em 10 de Junho de 2011 foi condecorado com o grau de Grande Oficial da Ordem de Mérito, atribuído pelo Presidente da República, Aníbal Cavaco Silva, em reconhecimento pela sua longa carreira na medicina. Em 2008 recebeu a Medalha de Mérito Municipal de Alcácer do Sal. Foi igualmente homenageado com a medalha de honra da Universidade de Lisboa. Em 2024, a sala de reuniões do departamento de cirurgia da Unidade Local de Saúde de Santa Maria recebeu o seu nome, e em 13 de Fevereiro de 2025 a autarquia de Alcácer do Sal aprovou que a denominação da biblioteca municipal fosse alterada para Biblioteca Municipal Professor Doutor Bicha Castelo.